# Versicherungsanstalt für Eisenbahnen und Bergbau
Die Versicherungsanstalt für Eisenbahnen und Bergbau (VAEB) war eine österreichische Sozialversicherung. Sie hatte ihre Hauptstelle in Wien.
Die VAEB war für die Krankenversicherung, die Unfallversicherung und die Pensionsversicherung der Bediensteten der Österreichischen Bundesbahnen, aber auch der Privatbahnen und Seilbahnen in ganz Österreich zuständig. Bei Bergbaubetrieben führte die VAEB die Kranken- und Pensionsversicherung durch. Die VAEB entstand 2005 aus der Fusion der Sozialversicherungen der Eisenbahner und der Bergarbeiter.
Die VAEB war neben der ehemaligen Sozialversicherungsanstalt der Bauern die einzige Sozialversicherung, die für alle drei Bereiche zuständig ist.
Es bestand auch eine Partnerschaft mit der Wellcon.
Mit 1. Jänner 2020 fusionierte die VAEB mit der Versicherungsanstalt öffentlich Bediensteter sowie der Betriebskrankenkasse der Wiener Linien zur Versicherungsanstalt öffentlich Bediensteter, Eisenbahnen und Bergbau.